# Алексеевский, Алексей Васильевич
Алексей Васильевич Алексеевский (1853—1913) — российский медик; основатель Кашинского курорта.

## Биография
Родился в Бирюче в 1853 году. 
В 1876 году окончил медико-хирургическую академию со званием лекаря. В 1883 году защитил докторскую диссертацию «О переливании дефибрированной крови при септицемии» (СПб.: тип. и лит. Д.И. Шеметкина, 1883. — 160 с.), а через два года опубликовал работу: «К вопросу о вправлении ущемленных брюшных грыж» (СПб.: тип. М.М. Стасюлевича, ценз. 1885. — 14 с.).
Работал врачом в Кашине, Ревеле, помощником врачебного инспектора в Вятке, Тамбове, Новгородской губернии. В 1879 году был награждён орденами Св. Станислава 3-й степени с мечами и Св. Анны 3-й степени с мечами; в 1880 году — орденом Св. Станислава 2-й степени.
Важное значение он придавал лечению больных природными геологическими факторами: «Вместо праздных прогулок лучше бы травы лечебные собирали. Вон его сколько по округе — зверобоя да сельдерея, в зимние месяцы отвар лучше всяких микстур будет». После многочисленных обращений к властям докторов Д. Чернявского, Е. Муравьёва, К. Пунырева, профессора П. Д. Шипулинского о целебности минеральных вод в Кашине, в мае 1883 года А. В. Алексеевский, проведя тщательный анализ воды из минеральных ключей, начал использование воды из них для лечения больных. С 1884 года началось благоустройство территории на нравом берегу р. Маслятки при впадении ее в р. Кашинку, где били ключи с целебной водой. В своём докладе на заседании отделения бальнеологии и климатологии Русского общества охраны народного здравия 6 марта 1885 года Алексеевский отмечал: «Время появления кашинских минеральных источников неизвестно. Несомненно только, что они существуют давно и уже несколько столетий пользуются известностью, как целебные»; 20 марта 1885 года Кашинские минеральные воды были причислены к разряду углекисло-железистых серных источников для использования в терапевтических целях. В 1892 году Высочайшим указом министра государственных имуществ кашинские минеральные воды были объявлены водами, имеющими общественное значение. Лечебный сезон на водах длился с конца мая до середины августа. В 1896 году проведённые геологические исследования почвы подтвердили его предположение относительно минерализации здешних вод в глубоких коренных слоях юрской формации.
В 1893 году в своём сообщении «Как бороться с холерою» А. В. Алексеевский указывал, что для предупреждения болезни нужно дезинфицировать колодцы: «Забота о правильном водоснабжении, о предупреждении загрязнения колодцев, рек и других водовместилищ, из которых пользуется население, по вынесенному нами убеждению, должна служить предметом в борьбе с холерою особенного внимания; быть может, и способ дезинфекции колодцев будет целесообразным».
Заняв должность врачебного инспектора Воронежской губернии, в 1899 году Алексеевский на заседании общества охраны народного здравия высказался за желательность организации метеонаблюдений в Воронеже и Воронежской губернии при местных лечебных заведениях для более удобного сопоставления результатов этих наблюдений с характером заболеваемости населения.
В Воронеже А. В. Алексеевский работал также врачом-консультантом во врачебной части общества Юго-Восточных железных дорог; был членом губернского комитета попечительства о народной трезвости, членом Епархиального училищного совета, его избирали членом губернской учёной архивной комиссии.
С 6 декабря 1903 года состоял в чине действительного статского советника; в 1906 году получил орден Св. Владимира 4-й степени.
Умер в Курске в 1913 году.